# Kim Won-ki
Kim Won-ki (korejsky 김원기, anglickým přepisem Kim Weon-kee; 6. ledna 1962 – 27. července 2017) byl jihokorejský zápasník, reprezentant v zápase řecko-římském. V roce 1984 na olympijských hrách v Los Angeles v kategorii do 62 kg vybojoval zlatou medaili.